# 日本老年歯科医学会
一般社団法人日本老年歯科医学会（にほんろうねんしかいがくかい、英語: Japanese Society of Gerodontology）は、日本における老年歯科学・高齢者歯科学を担う諸分野の総合学会。日本歯科医学会の専門分科会。2013年9月30日現在会員数2,710名。2016年現在、理事長は櫻井薫。

## 学会誌
老年歯科医学（略称：老年歯学、英語表記：Japanese Journal of Gerodontology）。年4回発行。年1回発刊 ISSN 0914-3866 全国書誌番号:00065421

## 専門医制度
- 歯科医師[5]
  - 日本老年歯科医学会認定医
  - 日本老年歯科医学会指導医
- 歯科衛生士
  - 日本老年歯科医学会認定歯科衛生士（老年歯科）[6]
- 認定研修歯科診療施設 75施設[7]
  - 各歯科大学の関連講座・附属病院の関連診療科
  - 慶應義塾大学医学部歯科口腔外科学教室・琉球大学医学部高次機能医科学講座顎顔面口腔機能再建学分野
  - 国立長寿医療研究センター先端医療部口腔機能再建科
  - 北斗病院・大生病院歯科口腔外科・新八千代病院・東京都老人医療センター歯科口腔外科・東京都保健医療公社多摩北部医療センター歯科口腔外科・聖路加国際病院歯科口腔外科・東京都リハビリテーション病院歯科・東京都立心身障害者口腔保健センター・佐久市立国保浅間総合病院・森之宮病院・ボバース記念病院・福岡リハビリテーション病院歯科・原土井病院歯科
  - 日之出歯科真駒内診療所・所沢市歯科診療所あおぞら・藤沢市北部歯科診療所
  - 介護老人保健施設せんだんの丘

## 事務局
財団法人口腔保健協会内有限責任中間法人　日本老年歯科医学会事務局（〒170-0003 東京都豊島区駒込1丁目43番9号駒込TSビル）

## 大会等
| 年     | 月日           | 名称                                         | 会長       | 会場                                             | テーマ                                                                      | 参加者数  | 備考                       |
| ------ | -------------- | -------------------------------------------- | ---------- | ------------------------------------------------ | --------------------------------------------------------------------------- | --------- | -------------------------- |
| 1986年 | 9月13日        | 第1回日本老年歯科医学研究会総会・学術大会    | 渡辺郁馬   | 日本大学会館                                     |                                                                             |           | [ 8 ]                      |
| 1987年 | 9月12日～13日  | 第2回日本老年歯科医学研究会総会・学術大会    | 石川達也   | 野口英世記念館                                   |                                                                             |           | [ 8 ]                      |
| 1988年 | 9月10日～11日  | 第3回日本老年歯科医学研究会総会・学術大会    | 和久本貞雄 | 昭和大学                                         |                                                                             |           | [ 8 ]                      |
| 1989年 | 9月29日～30日  | 第4回日本老年歯科医学研究会総会・学術大会    | 園山昇     | 日仏会館ホール                                   |                                                                             |           | [ 8 ]                      |
| 1990年 | 9月29日～30日  | 第1回日本老年歯科医学会総会・学術大会        | 稗田豊治   | 大阪歯科大学講堂                                 |                                                                             |           | [ 8 ]                      |
| 1991年 | 11月4日～5日   | 第2回日本老年歯科医学会総会・学術大会        | 長尾正憲   | パシフィコ横浜                                   |                                                                             |           | [ 8 ]                      |
| 1992年 | 9月1日～2日    | 第3回日本老年歯科医学会総会・学術大会        | 西連寺永康 | 日本大学会館                                     |                                                                             |           | [ 8 ]                      |
| 1993年 | 9月22日～24日  | 第4回日本老年歯科医学会総会・学術大会        | 平井敏博   | 札幌市教育文化会館                               |                                                                             |           | [ 8 ]                      |
| 1994年 | 10月18日～20日 | 第5回日本老年歯科医学会総会・学術大会        | 石木哲夫   | 福岡県立勤労青少年文化センター                   |                                                                             |           | [ 8 ]                      |
| 1995年 | 10月18日～20日 | 第6回日本老年歯科医学会総会・学術大会        | 松浦英夫   | 大阪商工会議所                                   |                                                                             |           | [ 8 ]                      |
| 1996年 | 9月28日～29日  | 第7回日本老年歯科医学会総会・学術大会        | 岩久正明   | 新潟県民会館                                     |                                                                             |           | [ 8 ]                      |
| 1997年 | 6月18日～20日  | 第8回日本老年歯科医学会総会・学術大会        | 渡辺郁馬   | 東京国際フォーラム                               |                                                                             |           | [ 8 ]                      |
| 1998年 | 7月4日～5日    | 第9回日本老年歯科医学会総会・学術大会        | 渡辺誠     | 仙台市青年文化センター                           |                                                                             |           | [ 8 ]                      |
| 1999年 | 6月16日～18日  | 第10回日本老年歯科医学会総会・学術大会       | 権田悦通   | 国立京都国際会館                                 |                                                                             |           | [ 8 ]                      |
| 2000年 | 9月16日～17日  | 第11回日本老年歯科医学会総会・学術大会       | 森戸光彦祠 | パシフィコ横浜                                   |                                                                             |           | [ 8 ]                      |
| 2001年 | 6月13日～15日  | 第12回日本老年歯科医学会総会・学術大会       | 野首孝祠   | 大阪国際会議場                                   |                                                                             |           | 第22回日本老年学会総会併催 |
| 2002年 | 6月29日～30日  | 第13回日本老年歯科医学会総会・学術大会       | 濱田泰三   | 広島国際会議場                                   |                                                                             |           | [ 8 ]                      |
| 2003年 | 6月18日～20日  | 第14回日本老年歯科医学会総会・学術大会       | 川口豊造   | 名古屋国際会議場                                 |                                                                             |           | 第23回日本老年学会総会併催 |
| 2004年 | 9月18日～19日  | 第15回日本老年歯科医学会総会・学術大会       | 長岡英一   | かごしま県民交流センター                         |                                                                             |           | [ 10 ]                     |
| 2005年 | 6月15日～17日  | 第16回日本老年歯科医学会総会・学術大会       | 稲葉繁     | 東京国際フォーラム                               |                                                                             |           | 第24回日本老年学会総会併催 |
| 2006年 | 6月20日～22日  | 第17回日本老年歯科医学会総会・学術大会       | 砂川元     | 沖縄コンベンションセンター                       | 長寿に向けてー歯と口腔の健康―                                               |           | [ 8 ]                      |
| 2007年 | 6月20日～22日  | 第18回日本老年歯科医学会総会・学術大会       | 井上農夫男 | 札幌教育文化会館 ロイトン札幌 北海道厚生年金会館 |                                                                             |           | 第25回日本老年学会総会併催 |
| 2008年 | 6月19日～20日  | 第19回日本老年歯科医学会総会・学術大会       | 皆木省吾   | 岡山コンベンションセンター                       | 健やかな老いに貢献できる歯科医療とは                                        | 700名以上 | [ 13 ]                     |
| 2009年 | 6月18日～30日  | 20回日本老年歯科医学会総会・学術大会         | 山根源之   | パシフィコ横浜                                   | さわやかな長寿生活を支える口腔機能の役割                                    |           | 第26回日本老年学会総会併催 |
| 2010年 | 6月25日～26日  | 一般社団法人日本老年歯科医学会第21回学術大会 | 野村修一   | 朱鷺メッセ                                       | 地域で支える高齢者の口腔機能                                                |           | [ 15 ]                     |
| 2011年 | 6月15日～17日  | 一般社団法人日本老年歯科医学会第22回学術大会 | 下山和弘   | 京王プラザホテル スペースセブン                  | 多職種協働で守る口腔の健康                                                  |           | 第27回日本老年学会総会併催 |
| 2012年 | 6月22日～23日  | 一般社団法人日本老年歯科医学会第23回学術大会 | 那須郁夫   | つくば国際会議場                                 | 健康長寿に貢献する歯科医学                                                  |           | [ 17 ]                     |
| 2013年 | 6月4日～4日    | 一般社団法人日本老年歯科医学会第24回学術大会 | 小正裕     | 大阪国際会議場                                   | 元気で長生きを ―高齢者歯科医療の未来を考える―                               |           | 第28回日本老年学会総会併催 |
| 2014年 | 6月13日～14日  | 一般社団法人日本老年歯科医学会第25回学術大会 | 柿木保明   | 電気ビルみらいホール                             | 生活に寄りそう歯科医療と高齢社会                                            |           | [ 20 ] [ 21 ]              |
| 2015年 | 6月12日～14日  | 一般社団法人日本老年歯科医学会第26回学術大会 | 羽村章     | パシフィコ横浜                                   | 超高齢社会の歯科を再考する ―食べる、老いる、生きる―                         |           | 第29回日本老年学会総会併催 |
| 2016年 | 6月18日～19日  | 一般社団法人日本老年歯科医学会第27回学術大会 | 市川哲雄   | アスティとくしま                                 | 口腔から超高齢社会の明るい未来を切り開く ～口腔が果たす役割の再確認と啓発～ |           | [ 24 ]                     |

## 加盟団体
- 日本歯科医学会
- 日本老年学会
- 日本歯学系学会協議会

## 関連学会
- 日本老年医学会
- 日本基礎老化学会
- 日本老年精神医学会
- 日本老年社会科学会
- 日本ケアマネジメント学会